# Portfolio (Zeitschrift)
Portfolio war eine Zeitschrift in England, die von dem Publizisten und Diplomaten David Urquhart (1805–1877) von 1835 bis 1837 herausgegeben wurde.
Diese politische Zeitschrift erschien in Einzelheften, die zu Sammelbänden zusammengefasst wurden. Die hauptsächlichen Themen der Zeitschrift befassten sich mit der Veröffentlichung diplomatischer Dokumente. Einen Schwerpunkt der Veröffentlichungen betrafen bis dahin geheim gebliebenen Dokumente russischer Herkunft, die die expansiven und freiheitsfeindlichen Ziele der russischen Außenpolitik aufzeigen sollten: „the full development of the vast projects of conquest and dominion“.
Der offizielle Titel der Zeitschrift lautete: The Portfolio or a Collection of State Papers etc. etc. illustrative of the History of our Times. Die Absicht des Herausgebers Urquhart war, „of giving a connected publicity to a mass of Foreign State Papers most deeply affecting this country, as also the public relations, and the political position of the various members of the community of nations“.
Friedrich Meinecke schrieb über diese Zeitschrift, sie wirkte „auf das große Publikum als Sensation und als Wetterzeichen eines vielleicht heraufziehenden englisch-russischen und auf die Welt dann übergreifende Krieges“. In Deutschland fand diese Zeitschrift bei dem Publizisten und Assessor am Stadtgericht von Berlin, Eduard Fischel, einen Nachahmer, der von 1859/1860 die Zeitschrift „Das neue Portfolio. Eine Sammlung wichtiger Dokumente und Actenstücke zur Zeitgeschichte“ herausgab.